# Paul Deighton
Pour les articles homonymes, voir Deighton.
Paul Clive Deighton, né le 18 janvier 1956 à Carshalton, Surrey, baron Deighton, est un homme politique britannique. 

## Biographie
Le 4 septembre 2012, il est nommé secrétaire commercial au sein du département du Trésor chargé des infrastructures et de la performance économique, mais il ne prend ses fonctions qu'en janvier 2013.
Le 1er novembre 2012, il est créé pair à vie dans la pairie du Royaume-Uni en tant que baron Deighton, ce qui lui permet de siéger à la Chambre des lords le jour même.
Il a aussi été directeur général du comité d'organisation des Jeux olympiques et paralympiques d'été de 2012.
En octobre 2021, son nom est cité dans les Pandora Papers.